# Order Karola I
Order Karola I (rum. Ordinul Carol I) – najwyższe odznaczenie Królestwa Rumunii w latach 1906–1947, nadawane za wybitne zasługi dla tronu i państwa, od 2005 odnowione w charakterze orderu domowego dynastii rumuńskiej.

## Historia
Odznaczenie zostało ustanowione 10 maja 1906 roku przez króla Karola I w czterdziestą rocznicę objęcia przez niego tronu Rumunii (wówczas jeszcze księstwa) i wyparło dotychczasowy najwyższy Order Gwiazdy Rumunii na drugie miejsce w kolejności starszeństwa rumuńskich cywilnych odznaczeń państwowych.
Do roku 1932 order Karola I podzielony był na cztery klasy z limitem nadań dla obywateli Rumunii:
- I klasa – Łańcuch (Colan) – 5 osób,
- II klasa – Krzyż Wielki (Mare Cruce) – 10 osób,
- III klasa – Wielki Oficer (Mare Ofițer) – 25 osób,
- IV klasa – Komandor (Comandor) – 40 osób[2].

W roku 1932 król Karol II stworzył m.in. nowe czteroklasowe odznaczenie,  Order Wiernej Służby (Ordinul Serviciul Credincios), znosząc III i IV klasę Orderu Karola I, który odtąd był nadawany w klasie Łańcucha i Krzyża Wielkiego tylko osobom krwi królewskiej i głowom państw. W takim kształcie order przetrwał do roku 1947, do wygnania ostatniego króla Michała I i wprowadzenia reżimu komunistycznego.
Dekret Michała I z dnia 8 grudnia 2006 nadał nowe statuty odnowionemu w roku 2005 odznaczeniu i ustanowił order Karola I jako czteroklasowy order domowy dynastii rumuńskiej. Łańcuch został zarezerwowana dla członków rodziny królewskiej. Oprócz niej order może posiadać najwyżej 100 Kawalerów/Dam, w tym: 40 Komandorów, 30 Wielkich Oficerów, 20 Krzyży Wielkich i 10 Łańcuchów.

## Insygnia
Insygnia orderu to oznaka w postaci emaliowanyego na czerwono krzyża trójlistnego ze złotymi promieniami między ramionami i gwiazda I i II klasy. Prawie cały krzyż jest na awersie pokryty figurą ukoronowanego srebrnego orła z ówczesnego godła Rumunii, z mieczami w szponach, na piersi z medalem przedstawiającym profil Karola I zwrócony na prawo, pod nim umieszczona jest srebrna wstęga z dewizą orderu „Prin STATORNICIE LA ISBINDA” (POPRZEZ WYTRWAŁOŚĆ DO ZWYCIĘSTWA). Na również emaliowanym rewersie odznaki, na niebieskim pierścieniu okalającym monogram władcy „C I”, znajdują się daty „1866 * 10 MAI * 1906”. 
Ośmiopromienna gwiazda orderowa I klasy wykonana jest srebrna i nosi na sobie awers oznaki, a srebrna gwiazda II klasy ma kształt rombu (jest czteropromienna) i również jest z awersem oznaki. 
Łańcuch orderowy składa się na przemian z ogniw z emaliowanymi na niebiesko plakietkami z godłem Rumunii i ze splecionych złotych liter „C I”. 
Jako szczególne wyróżnienie order mógł być nadawany z brylantami. Noszony jest na niebieskiej wstędze z żółto-czerwono-czerwonymi bordiurami. Zawieszką oznaki jest korona królewska.

## Odznaczeni
Order ten otrzymali m.in.: marszałek Józef Piłsudski (I i II klasę), prezydenci Stanisław Wojciechowski (I klasę) i Ignacy Mościcki (I klasę), pułkownicy Tadeusz Piskor (II klasę) i Maksymilian Kukowski (III klasę).